# David Icke
David Vaughan Icke (Leicester, 29 aprile 1952) è uno scrittore e giornalista britannico, particolarmente concentrato sulla teoria del complotto rettiliano. Prima di dedicarsi alla sua carriera da scrittore è stato occasionalmente anche calciatore, conduttore televisivo per la BBC ed esponente del Partito Verde di Inghilterra e Galles.
È uno dei maggiori promotori e teorici delle teorie della cospirazione. Nel 1990 Icke visitò un sensitivo che gli disse di essere sulla Terra per uno scopo e che avrebbe ricevuto messaggi dal mondo spirituale. Ha pubblicato numerosi libri riguardo alla teoria del complotto del Nuovo ordine mondiale, e all'ufologia, tematiche nei suoi testi legate alla figura degli alieni mutaforma (da lui chiamati "rettiliani"), con correlazioni alla paleoastronautica, al complotto UFO nell'ambito dell'ipotesi extraterrestre e parafisica, alla New Age e alla teoria del complotto giudaico. Tiene spesso anche diverse tournée in tutto il mondo, in cui illustra le sue teorie ma anche gli aspetti più giornalistici di esse, discutendo dell'attuale situazione mondiale e dei suoi retroscena, dal disastro degli attacchi dell'11 settembre 2001 alla guerra in Iraq del 2003, dal conflitto israelo-palestinese alla crisi economico-petrolifera del XXI secolo.
Le teorie complottiste di Icke hanno trovato sostenitori in 47 paesi; egli ha tenuto diverse conferenze nel mondo a cui hanno partecipato fino a 6.000 persone. La scrittrice americana Vicki Santillano ha incluso le sue teorie nella lista delle 10 più famose esistenti. Il Public Policy Polling condusse nel 2013 un sondaggio il quale rivelò che il 4% degli elettori registrati (± 2,8%) dava credito alle idee di Icke.
Alcuni critici considerano le teorie di Icke (cosa da lui negata) come una sorta di "codice" per portare avanti le classiche idee dell'antisemitismo e del negazionismo dell'Olocausto sotto una forma legale, e lo hanno associato all'estrema destra, mentre altri commentatori ne vedono gli aspetti più bizzarri come un artificio retorico allegorico di tipo swiftiano, atto a denunciare una deriva autoritaria, orwelliana o "fascista" globale, di quello che lui chiama "fascismo comunista".

## Biografia
David Vaughan Icke nasce a Leicester il 29 aprile 1952 da una famiglia originaria delle Midlands inglesi, da Beric Vaughan Icke, un impiegato di Gents & Company Limited ed ex-pilota della Royal Air Force (decorato nel 1943 con la British Empire Medal durante la seconda guerra mondiale), e da Barbara J. Cooke Icke, sposatisi nel 1951. Fu il secondo di tre fratelli maschi: il maggiore nacque nel 1945 mentre il più giovane venne alla luce nel 1959. All'età di 3 anni Icke trascorse la giovinezza in una casa popolare, in condizioni disagiate. Frequentò la Whitehall Infant School e poi la Whitehall Junior School. Il medico di famiglia suggerì ai suoi genitori di rivolgersi ad uno psicologo infantile, ma il padre rifiutò.
Dopo aver fallito l'esame di ammissione nel 1963, fu inviato al Crown Hills Secondary Modern School, ma decise di ritirarsi all'età di 15 anni per giocare a calcio (passione maturata dall'età di 9 anni) per il Coventry City e successivamente con lo Hereford United, in cui ottenne il ruolo di portiere. Il 30 settembre 1971 Icke sposò Linda Atherton, conosciuta nel maggio dello stesso anno ad un ballo al Chesford Grange Hotel di Leamington Spa. Insieme hanno avuto tre figli: Kerry (nata nel marzo 1975), Jaymie (nato nel dicembre 1981) e Gareth (nato nel novembre 1992), futuro collaboratore del padre. Nel 1973 fu costretto a ritirarsi dall'attività sportiva a causa dell'artrite reumatoide e di alcuni infortuni.
Trovato lavoro in un giornale locale a Leicester, divenne giornalista, per poi trasferirsi dapprima in una radio locale, poi in una rete televisiva regionale e infine in una nazionale. Chiamato alla BBC come telecronista calcistico, lavorò per diversi anni nella redazione sportiva dell'emittente. Lasciata la BBC, divenne attivista e oratore del Partito Verde Britannico, raggiungendo in breve la posizione di portavoce nazionale, ma ben presto cominciò ad allontanarsi dalla politica.
Nel marzo del 1990 disse di aver ricevuto un messaggio dal mondo spirituale attraverso una medium. Questa gli disse che egli era un guaritore mandato a sanare la Terra, che era stato scelto per il suo coraggio ed era stato indirizzato allo sport per imparare la disciplina. Icke raccontò nei dettagli le sue esperienze "mistiche", dicendo di essere stato in contatto con un'entità spirituale, uno spirito guida; Icke disse che iniziò a percepire una presenza attorno, come se ci fosse sempre qualcuno nella stanza in cui si trovava, quando in realtà non c’era nessun altro. All’inizio del 1990, mentre si trovava in un albergo di Londra, si rivolse all’entità misteriosa che lo accompagnava, invitandola a manifestarsi. Disse che cominciò a sentire tre voci distinte che gli indicavano cosa fare. La prima voce gli consigliò di leggere un libro su una guaritrice e sensitiva, Betty Shine, che egli in seguito contattò per farsi curare l’artrite (Icke sostenne di essere guarito). Shine rivelò di essere stata contattata a sua volta dall'entità con il compito di trasmettere nei dettagli un importante messaggio ad Icke, che a sua volta lui trasferì in un libro dal titolo Truth Vibration, a cui seguì un’altra esperienza spirituale. Mentre si trovava in Perù, nel 1991, soggiornò in hotel a Sillustani (Puno), non lontano da un antico insediamento pre-Inca, con graffiti e pitture. Durante un’escursione sentì una delle tre voci, che lo invitò a visitare un tumulo dove si trovavano delle pietre in circolo. Quindi avrebbe avuto una "esperienza di trasmissione energetica" in cui sentì l’ultima delle tre voci. Dopo due mesi ritornò alla vita, dicendo che l'energia kundalini aveva aperto i suoi chakra, ed era salito ad un livello superiore di consapevolezza.
Secondo il messaggio, avrebbe lasciato la politica e sarebbe divenuto famoso, scrivendo cinque libri in tre anni, finché un giorno ci sarebbe stato un grande terremoto in cui «il mare reclamerà la terra», a causa del cattivo comportamento degli esseri umani che starebbero abusando delle risorse terrestri. Disse che grazie alla sua nuova consapevolezza avrebbe potuto elaborare un nuovo modo di pensare, e da allora cominciò ad esporre le sue idee sulla teoria del complotto.
Intanto, nel corso del primo matrimonio Icke ebbe un'altra figlia, Rebecca (nata nel dicembre 1991), frutto di una relazione extraconiugale con una psicologa di nome Deborah Shaw, che aveva incontrato nell'agosto 1990.
Quando Icke riferì alla dirigenza del partito dei Verdi riguardo al "messaggio spirituale" che asseriva aver ricevuto, venne immediatamente espulso. In un'intervista nello show di Terry Wogan nel 1991, questi impedì a Icke di completare le sue risposte, prima impedendogli di chiarire la sua affermazione di essere Figlio di Dio, inteso come totalità e quindi la paternità intesa come esistenza; successivamente quella dell'avvento di cataclismi naturali suscitando le risa del pubblico, che Icke accettò sostenendo la positività della risata e dimostrando di non voler obbligare a capire le sue tesi. Dopo esser stato ampiamente ridicolizzato, scomparve dalla vita pubblica per un breve periodo, per, secondo lui, documentare ampiamente le sue tesi. Icke scrisse che per diversi anni non poté camminare lungo la strada senza venire additato e deriso dalla gente, e che tale esperienza lo aiutò a trovare il coraggio di sviluppare le sue idee, poiché non temeva più quello che la gente pensava di lui. A proposito di tali episodi affermò:
(Dichiarazioni di David Icke)
Ha vissuto con la Atherton dal 1982 a Ryde (Isola di Wight), divorziando nel 2001 e mantenendo con lei rapporti amichevoli. Il 20 settembre 2001 sposa in seconde nozze Pamela Leigh Richards, conosciuta per la prima volta nell'agosto 1997 in Giamaica e da cui divorzierà nel 2008.

## Il pensiero

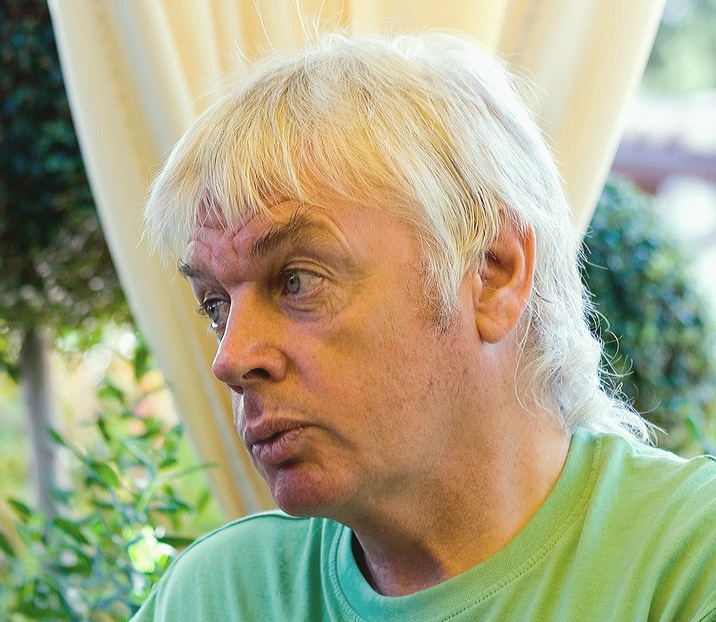
David Icke in Italia nel 2008

Il punto meno accettato del suo pensiero è l'idea che l'universo sia in realtà una matrice olografica (Icke crede alla teoria di Michael Talbot sostenendo che il mondo sia in parte un'illusione come nella serie Matrix) e che un gruppo segreto di umanoidi rettiliani, riuniti nella Fratellanza Babilonese (Babylonian Brotherhood), detta anche Fratellanza del Serpente, controlli l'umanità attraverso altre dimensioni; molte figure di primo piano della politica e dello spettacolo - fra cui Barack Obama, George W. Bush, la Regina Elisabetta II, Bill Clinton, Tony Blair, Kris Kristofferson, Bob Hope e il cantante country Boxcar Willie - sarebbero dei rettiliani; Icke si basa principalmente su presunti testimoni quali Christina Fitzgerald, amica della Principessa Diana Spencer, e parecchi uomini precedentemente abusati da pedofili o estraniati dal proprio nucleo familiare. Tali rettiliani, considerati gli Anunnaki della mitologia sumero-accadica, sarebbero i capi delle varie fazioni extraterrestri avverse all'umanità, come alieni grigi e uomini in nero, e avrebbero dato origine all'uomo, e, innestando poi su alcuni di loro il proprio materiale genetico (allusione al mito di Adamo ed Eva nel Giardino dell'Eden), a una stirpe di uomini-rettile poi unita nella Fratellanza Babilonese per governare la Terra.
La soluzione da lui proposta consiste nell'analisi di ogni informazione ricevuta oltre qualunque pregiudizio, nella selezione di sentimenti altruistici e umanitari indipendentemente dalle provocazioni a emozioni opposte che vengono tentate dagli Arconti (tramite la forma fisica dei rettiliani); questi sono la forma mentale degli rettiliani, ed agirebbero in occasioni quali falsi attentati, false crisi economiche e allarmi d'inquinamento ambientale.
L'aspetto New Age della filosofia di Icke, scrisse il giornalista Simon Jones, prevede che la gente viva in una coscienza multidimensionale e che si dovrebbe abbandonare la falsa esistenza fornita dal governo mondiale che porterà la gerarchia al collasso. Egli crede alla reincarnazione e alla legge dell'attrazione, un concetto del New Thought, e si notano in alcune sue idee influssi di esoterismo, gnosticismo, antroposofia e teosofia (Steiner, Blavatsky, in particolare il testo La dottrina segreta) sul suo pensiero, come in molti aderenti alla New Age.

### Gli illuminati
Icke a partire dagli anni novanta propugna la sua teoria, secondo cui il mondo sarebbe dominato da una ristretta cerchia di eletti, gli illuminati di Baviera, legati alla concezione descritta nei Protocolli dei Savi di Sion, un classico testo antisemita, un evidente e provato falso storico, pubblicato nel 1905.

### I rettiliani
Nel 1999 Icke scrisse e pubblicò The Biggest Secret: The Book That Will Change the World, nel quale affermò che il pianeta sarebbe controllato da un Nuovo ordine mondiale, manovrato da una razza di umanoidi rettiliani chiamati la Fratellanza Babilonese (Babylonian Brotherhood). Secondo Icke, come affermato in una intervista del 1999, gli umanoidi rettiliani sarebbero una presunta forza occulta che manipolerebbe e controllerebbe l'umanità. La razza sarebbe costituita da esseri alti 2,13 m e bevitori di sangue e proverrebbe dal sistema stellare Alpha Draconis. Essi sarebbero extraterrestri multidimensionali con tecnologie e abilità di controllo mentale.
Egli affermò anche che Christine Fitzgerald, una confidente della principessa Diana d'Inghilterra, rivelò a lui che Diana stessa credeva che la famiglia reale inglese fosse collegata ai rettiliani e che loro stessi fossero in grado di trasformarsi. Icke da allora ha pubblicato un gran numero di altri testi sugli stessi temi. I suoi lavori degli anni 2000 attribuiscono a George W. Bush, anch'egli un rettiloide, uno dei ruoli centrali in quella che Icke definisce la cospirazione dell'11 settembre (9/11 conspiracy). A tale gruppo apparterrebbero molti leader mondiali, tra cui la famiglia reale inglese, e alcuni presidenti statunitensi come appunto George W. Bush e Barack Obama. Il gruppo rettiliano comprenderebbe molti personaggi importanti e in pratica ogni leader mondiale recente: Elizabeth Bowes-Lyon (moglie di Giorgio VI e madre di Elisabetta II) e tutta la famiglia reale inglese attuale, da lei discendente, George H. W. Bush e suo figlio, il citato George W. Bush, Bill Clinton e sua moglie Hillary, Harold Wilson, Tony Blair, Obama e persino il comico Bob Hope.
Icke ha invece espresso una certa stima verso Donald Trump.
Scrisse in proposito:
(D. Icke, The Biggest Secret: The Book That Will Change the World)
Secondo Icke, il DNA "ibrido rettile-umano" dei rettiliani permetterebbe loro di cambiare dalla forma originaria a quella umana se questi sono sottoposti a emozioni che ne alterano la frequenza energetica. Icke stese un parallelo con la miniserie TV degli anni ottanta V - Visitors in cui la Terra è conquistata da rettiloidi alieni che assumono sembianze umane grazie alla loro capacità di alterare le nostre percezioni, portando le vibrazioni di energia emotiva a condizioni più dense. Queste persone o sono essi stessi rettiliani, o lavorano per loro in quella che Icke chiama «sindrome dalla personalità multipla simile a schiavitù»:
(D. Icke)

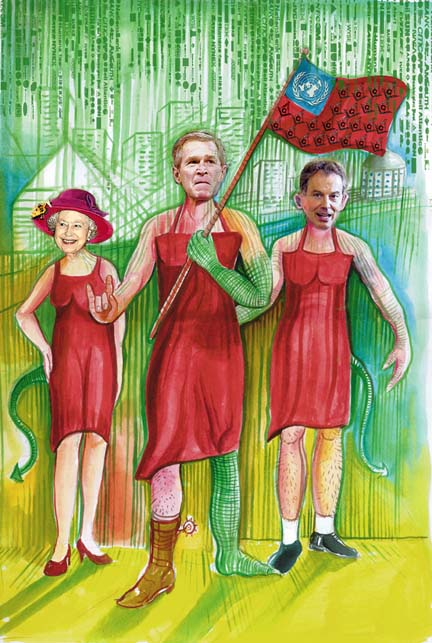
Bush, Blair e la regina Elisabetta II in veste di membri di alto livello della fratellanza rettiliana.

I personaggi-rettiliani, secondo le testimonianze riportate da Icke, sarebbero dediti a sacrifici umani, avidi di sangue umano e di violenze carnali su minorenni e manipolerebbero la gente con riti satanisti e con l'ingegneria sociale. Icke descrisse lo shape-shifting come un «fenomeno riportato da testimoni che hanno visto persone (molto spesso in posizioni di potere) trasformarsi di fronte ai loro occhi, da una forma umana a una forma rettiliana e poi ritornare a quella originale».

### La cospirazione globale

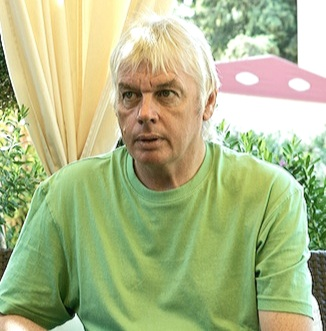
David Icke.jpg

Altro caposaldo delle teorie di Icke è l'idea che il mondo sia sotto il controllo di un governo segreto. Icke ha pubblicato sedici libri esponendo le sue opinioni, che sono in genere considerate un insieme di New Age (malgrado le sue smentite), cospirazionismo politico ed apocalittico, mescolate con quello che alcuni considerano una visione antisemita. Icke si oppone o critica diversi aspetti di quello che definisce il complotto mondiale: il sionismo, l'imperialismo, il femminismo, la teoria del gender, la globalizzazione mondialista-capitalista, il comunismo, il multiculturalismo.
Riguardo alla New Age ha detto:
Secondo il giornalista inglese Simon Jones, Icke affermò che:
(Dichiarazioni di Icke a Simon Jones)
Icke cita nelle sue opere in particolare la prima guerra mondiale e seconda guerra mondiale, l'Olocausto, l'attentato di Lockerbie, l'attentato di Oklahoma City, il conflitto serbo-bosniaco, gli attacchi terroristici dell'11 settembre 2001 e la pandemia di COVID-19 del 2019-2021 come esempi di eventi causati dal governo segreto, arrivando a teorizzare un controllo e una responsabilità da parte di esso sulla maggior parte degli eventi negativi degli ultimi tre secoli. Michael Barkun, nel suo studio del 2003 sulla sottocultura della cospirazione, A Culture of Conspiracy: Apocalyptic Visions in Contemporary America, scrive che Icke è «il più fluente degli autori cospirazionisti, e dà ai suoi scritti una chiarezza raramente trovata in testi del genere».

#### Rothschild e Hitler
Icke ha scritto che la famiglia Rothschild avrebbe pianificato l'ascesa al potere di Adolf Hitler per puntare al controllo di Israele, terra considerata energeticamente proficua per gli Illuminati. Questa posizione ha portato ad Icke accuse di antisemitismo.
Nel 1996, nel suo libro ... and the truth will set you free (e la verità vi renderà liberi), affermò che il governo mondiale è finanziato da banchieri e affaristi come i Rothschild e Rockefeller, sebbene in seguito abbia chiarito che considera gli ebrei membri della classe dirigente non ebrei, ma lucertole.

#### Pandemia di COVID-19
Icke, sostenitore dell'antivaccinismo, è stato bandito, nei suoi profili personali, da Facebook, YouTube e Twitter per aver sostenuto teorie del complotto sulla diffusione del COVID-19, attribuita da lui alla rete 5G e ad influenze "ebraiche", affermando anche posizioni negazioniste sull'esistenza del SARS-CoV-2.

## Le accuse di antisemitismo
Le teorie di Icke sono state attaccate come antisemite in quanto i suoi argomenti sulla presa del potere rettiliana e i riferimenti a noti banchieri ebrei richiamerebbero le teorie sulle cospirazioni giudaiche. Nei suoi scritti ricorrono altri temi propagandistici dell'antisemitismo e stereotipi sugli ebrei adattati alla narrazione ufologica (ad esempio l'usura, l'accusa del sangue, i sacrifici umani, l'abuso sessuale rituale, la diffusione volontaria di epidemie, ecc.). Icke ha fermamente negato che i suoi rettili rappresentino gli ebrei. «Non sono un antisemita!», ha dichiarato al The Guardian, «Ho grande rispetto per il popolo ebraico».
Egli ha affermato che i rettiliani non sarebbero umani, e quindi nemmeno ebrei, ma entità extradimensionali che prendono il controllo delle menti umane. La sua teoria prevede che la razza bianca sia la più suscettibile all'influenza rettiliana e in particolare le persone bianche con gli occhi azzurri (come la razza ariana ideale delle teorie naziste). Ciò nonostante, le affermazioni di Icke a proposito di una organizzazione di banchieri ebrei che avrebbe pianificato l'Olocausto e finanziato l'ascesa di Hitler per favorire il sionismo, sebbene non elogiative del Terzo Reich sono viste come antisemite, non solo dai gruppi ebraici, e gli hanno fatto guadagnare anche il sostegno di alcuni gruppi affini al neonazismo, in particolare quello di Combat 18, un movimento skinhead88 di portata mondiale.
Icke ha citato numerose pubblicazioni neonaziste e di estrema destra nelle sue pubblicazioni. Simon Jones fa notare che la bibliografia di ... and the truth will set you free contiene The Spotlight, pubblicato originariamente dalla disciolta Liberty Lobby, che Icke definisce eccellente e On Target, pubblicato dalla Australian League of Rights, che ha organizzato le conferenze per il saggista storico filonazista e negazionista dell'Olocausto David Irving. Jones scrive:
(Intervista a Icke di Simon Jones)
Nel rispondere ad una domanda fattagli durante una delle sue conferenze, Icke disse a Jones:
(D. Icke a Simon Jones)
Icke criticò il processo di Norimberga e, riguardo all'Olocausto e al ruolo degli ebrei, scrisse
(D. Icke, ...e la verità vi renderà liberi)
Il tema degli ebrei come indiretti corresponsabili del loro stesso sterminio è un noto argomento antisemita e negazionista di colpevolizzazione della vittima, sostenuto tra gli altri ad esempio dal filosofo Martin Heidegger nei suoi Quaderni Neri postumi e secondo alcuni anche dallo storico revisionista Ernst Nolte, e originato da un discorso tenuto da Hitler al Reichstag nel 1939 in cui accusava gli ebrei "capitalisti" e "bolscevichi" al tempo stesso, di volere la guerra, ma che ciò avrebbe causato la loro stessa fine.
Nel 1999 i libri di Icke vennero rimossi dai negozi Indigo in tutta la provincia canadese dell'Ontario, e diverse date del suo tour di conferenze vennero annullate per le proteste del Consiglio Ebraico Canadese. La University of Toronto concesse di tenere la conferenza programmata, nonostante la presenza di 70 contestatori, tra cui i rappresentanti del Partito dei Verdi dell'Ontario, esternamente al Hart House Theatre. Un docente di legge della University of Toronto, il Professor Edward Morgan scrisse il 30 settembre 1999 al rettore dell'università Robert Pritchard:
(Edward Morgan)
Sumari Communications, che organizzò il tour, negò le accuse:
(Nota ufficiale di Sumari Communications)
Il giornalista inglese Louis Theroux, recensendo il lavoro di Jon Ronson Them: Adventures with Extremists, ha chiesto cautela nelle accuse di antisemitismo ad Icke:
(Louis Theroux)

## Le influenze culturali
- Il fumettista Mark Millar ha tratto dalla visione del mondo di Icke diverse trame e personaggi della serie Marvel Comics Ultimates (versione Ultimate dei Vendicatori).
- Icke ha contribuito involontariamente anche al nome di una razza aliena chiamata Chitauri, sostanzialmente una frangia ribelle di Skrull. Questi personaggi, alieni lucertoloidi mutaforma, comparvero per la prima volta sul numero due di The Fantastic Four (Vol. 1) nel gennaio 1962.

## Opere
- 1983 - It's a Tough Game, Son!, London: Piccolo Books. ISBN 0-330-28047-3
- 1989 - It Doesn't Have To Be Like This: Green Politics Explained, London: Green Print. ISBN 1-85425-033-7
- 1991 - The Truth Vibrations, London: Gateway. ISBN 1-85860-006-5; Truth Vibrations – from TV Celebrity to World Visionary, Gill & Macmillan Ltd, 1993
- 1992 - Love Changes Everything, London: Harper Collins Publishers. ISBN 1-85538-247-4
- 1993 - In the Light of Experience: The Autobiography of David Icke, London: Warner Books. ISBN 0-7515-0603-6
- 1993 - Days of Decision, London: Jon Carpenter Publishing. ISBN 1-897766-01-7
- 1993 - Heal the World: A Do-It-Yourself Guide to Personal and Planetary Transformation, London: Gateway. ISBN 1-85860-005-7; trad. Sei libero: perché non te ne accorgi?, Amrita, 2001
- 1994 - The Robot's Rebellion, London: Gateway. ISBN 1-85860-022-7
- 1995 - ...and the truth shall set you free, Ryde: Bridge of Love Publications; trad. ...e la verità vi renderà liberi, Macro Edizioni, 2001
- 1996 - I Am Me, I Am Free: The Robot's Guide to Freedom, New York: Truth Seeker; trad. Io sono me stesso, io sono libero. La guida per i robot verso la libertà, c1996, Macro Edizioni
- 1998 - Lifting the Veil: David Icke interviewed by Jon Rappoport. New York: Truth Seeker. ISBN 0-939040-05-0
- 1999 - The Biggest Secret: The Book That Will Change the World, Ryde: Bridge of Love Publications; trad. Il segreto più nascosto, Macro Edizioni, 2001
- 2001 - Children of the Matrix, Ryde: Bridge of Love Publications; trad. Figli di Matrix, Macro Edizioni, 2002
- 2002 - Alice in Wonderland and the World Trade Center Disaster, Ryde: Bridge of Love Publications. ISBN 0-9538810-2-4; trad. Alice nel paese delle meraviglie e il disastro delle Torri Gemelle, Macro Edizioni, 2003
- 2003 - Tales from the Time Loop, Ryde: Bridge of Love Publications. ISBN 0-9538810-4-0; trad. Cronache dalla spirale del tempo, Macro Edizioni, 2004
- 2005 - Infinite Love Is the Only Truth: Everything Else Is Illusion, Ryde: Bridge of Love Publications; trad. L'amore infinito è l'unica verità tutto il resto è illusione, 2006, Macro Edizioni
- 2007 - The David Icke Guide to the Global Conspiracy (and how to end it), Ryde: David Icke Books Ltd.; trad. La guida di David Icke alla cospirazione globale e come fermarla, Macro Edizioni, 2009
- 2010 -  Human Race Get Off Your Knees: The Lion Sleeps No More, Ryde: David Icke Books Ltd.; trad. Il risveglio del leone, Macro Edizioni, 2011
- 2012 - Remember Who You Are: Remember 'Where' You Are and Where You 'Come' From, Ryde: David Icke Books Ltd. ISBN 0-9559973-3-X; trad. Ricordati chi sei dove vivi e da dove provieni, Macro Edizioni, 2013
- 2013 - The Perception Deception: Or … It's All Bollocks - Yes, All of It, Ryde: David Icke Books Ltd.; trad. L'imbroglio della realtà e l'inganno della percezione, 2015, Macro Edizioni
- 2016 - Phantom Self (And how to find the real one), Ryde: David Icke Books Ltd. ISBN 978-0-9576308-8-8; trad. Schiavi di un sé fantasma, Macro Edizioni, 2016
- 2017 - Everything You Need To Know But Have Never Been Told, Ryde: David Icke Books Ltd. ISBN 978-1527207264
- 2019 - The Trigger: The Lie That Changed The World, Ryde: David Icke Books Ltd. ISBN 978-1-916025806
- 2020 - The Answer, Ryde: David Icke Books Ltd.; trad. La risposta, Macro Edizioni, 2022
- 2021 - Perceptions of a Renegade Mind, Ryde: David Icke Books Ltd.
- 2022 - The Trap : What it is, how is works, and how we escape its illusions, Ryde: David Icke Books Ltd.
- 2023 - The Dream: The Extraordinary Revelation Of Who We Are And Where We Are. David Icke Books